# Musée marocain des valeurs mobilières
Le Musée marocain des valeurs mobilières a été inauguré en 2006 par SAR le prince Moulay Rachid.

## Historique
Ce musée est le premier du genre dans le Monde Arabe et sur le continent africain. Il n'en existe que six dans le monde.
C'est un musée ouvert au public, mais qui se veut un lieu de mémoire et un véritable outil pédagogique.